# 10158 Taroubou
A 10158 Taroubou (ideiglenes jelöléssel 1994 XK) a Naprendszer kisbolygóövében található aszteroida. Kobajasi Takao fedezte fel 1994. december 3-án.